# Yxgöl
Yxgöl är en sjö i Västerviks kommun i Småland och ingår i Storån-Botorpsströmmens kustområde. Sjön har en area på 0,157 kvadratkilometer och ligger 27,6 meter över havet.

## Delavrinningsområde
Yxgöl ingår i det delavrinningsområde (639738-154080) som SMHI kallar för Mynnar i havet. Medelhöjden är 32 meter över havet och ytan är 19,34 kvadratkilometer. Räknas de 3 avrinningsområdena uppströms in blir den ackumulerade arean 53,72 kvadratkilometer. Avrinningsområdets utflöde Gunneboån mynnar i havet. Avrinningsområdet består mestadels av skog (69 %). Avrinningsområdet har 2,14 kvadratkilometer vattenytor vilket ger det en sjöprocent på 11 %. Bebyggelsen i området täcker en yta av 0,71 kvadratkilometer eller 4 % av avrinningsområdet.